# Social Multimedia Computing
Social Multimedia Computing ist ein Forschungsbereich der Informatik, der Aspekte des Multimedia Computing und des Social Computing miteinander verbindet.

## Forschungsthemen (Auswahl)
Forschungsinteressen gelten der Schnittmenge aus den oben genannten Gebieten. Multimedia Computing und Social Computing sind jeweils mit der Medieninformatik und der Sozioinformatik vergleichbar, aber nicht gleichzusetzen.
Beispiele:
- Social Event Detection (Detektion sozialer Ereignisse)
- Social Role Recognition (Erkennung sozialer Rollen)
- Social Multimedia Mining (Data-Mining von sozialen Multimedia-Inhalten)

Namhafte Forscher auf diesem Gebiet sind u. a. Sang Jitao sowie Noshir Contractor, auf dessen Publikation aus dem Jahr 2010 dieser Bereich aufbaut.